# فورمولا روسا

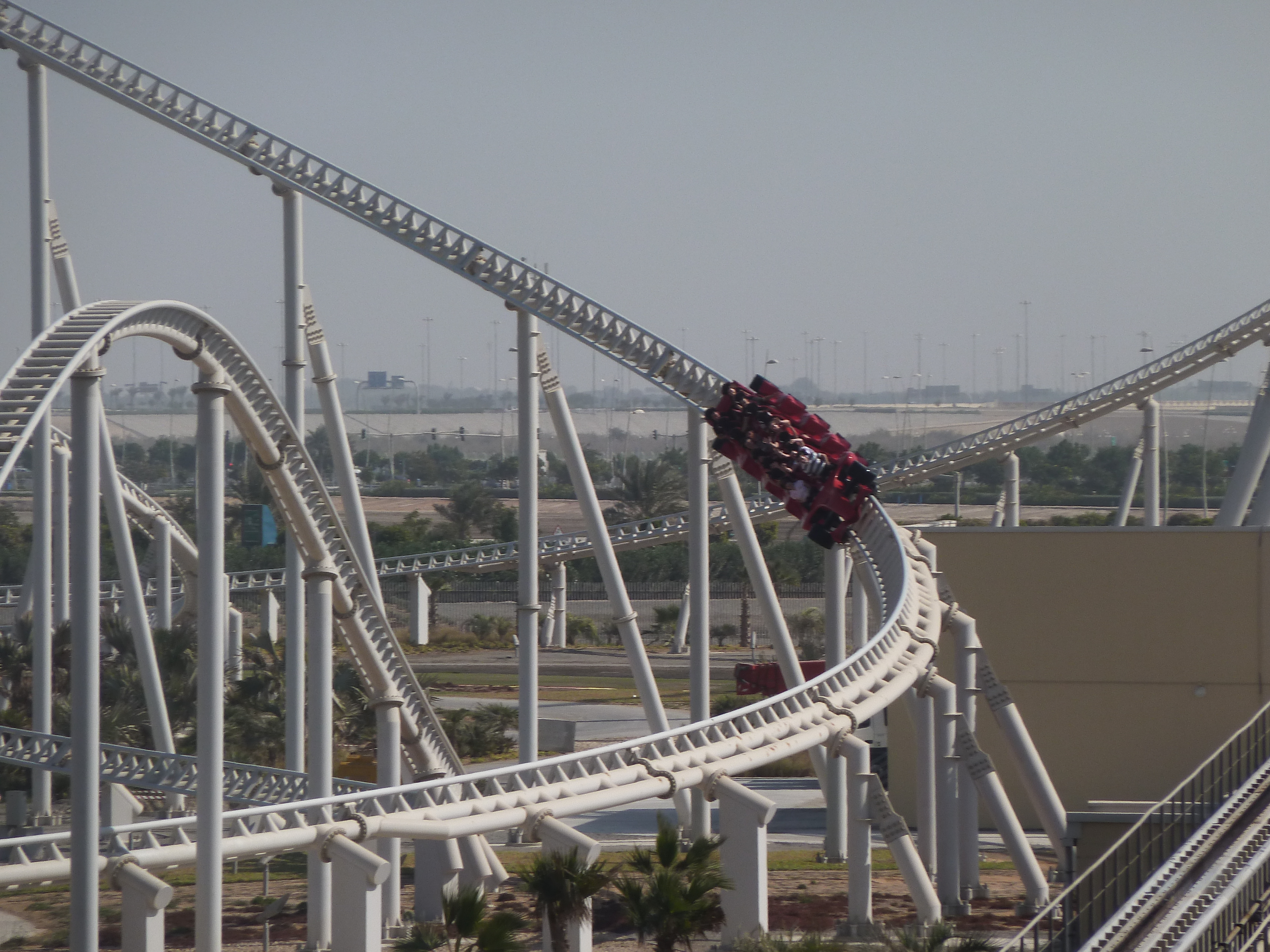

أفعوانية  فورمولا روسا أو فورميولا روسا تقع في عالم فيراري في إمارة أبوظبي بدولة الإمارات العربية المتحدة هي الأفعوانية الأسرع في العالم حيث تصل بسرعتها من نقطة الصفر إلي 240 كم / الساعة في أقل من 5 ثواني فقط، حيث يتشابه نظام الدفع فيها مع ذلك المستخدم في الطائرات النفاثة العملاقة، لدرجة انة يجب علي الركاب ارتداء نظارات لحماية اعينهم من الرمال والجراثيم.وتصعد الأفعوانية إلى ارتفاعات شاهقة تصل إلى 52 مترًا،وتبلغ مدة الرحلة دقيقة و32 ثانية 

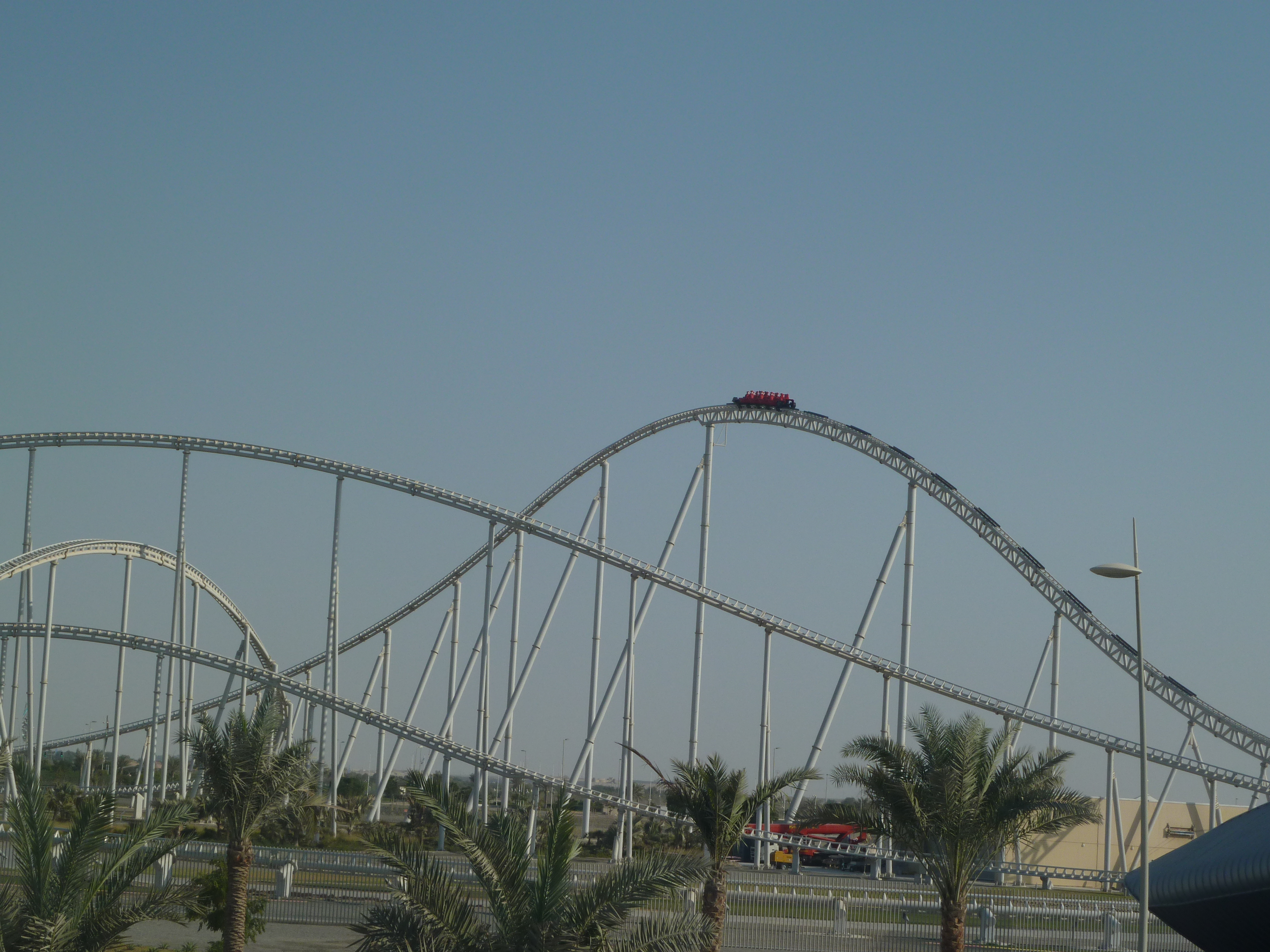
قطار الموت الأسرع في العالم فورمولا روسا

## الجانب العلمي

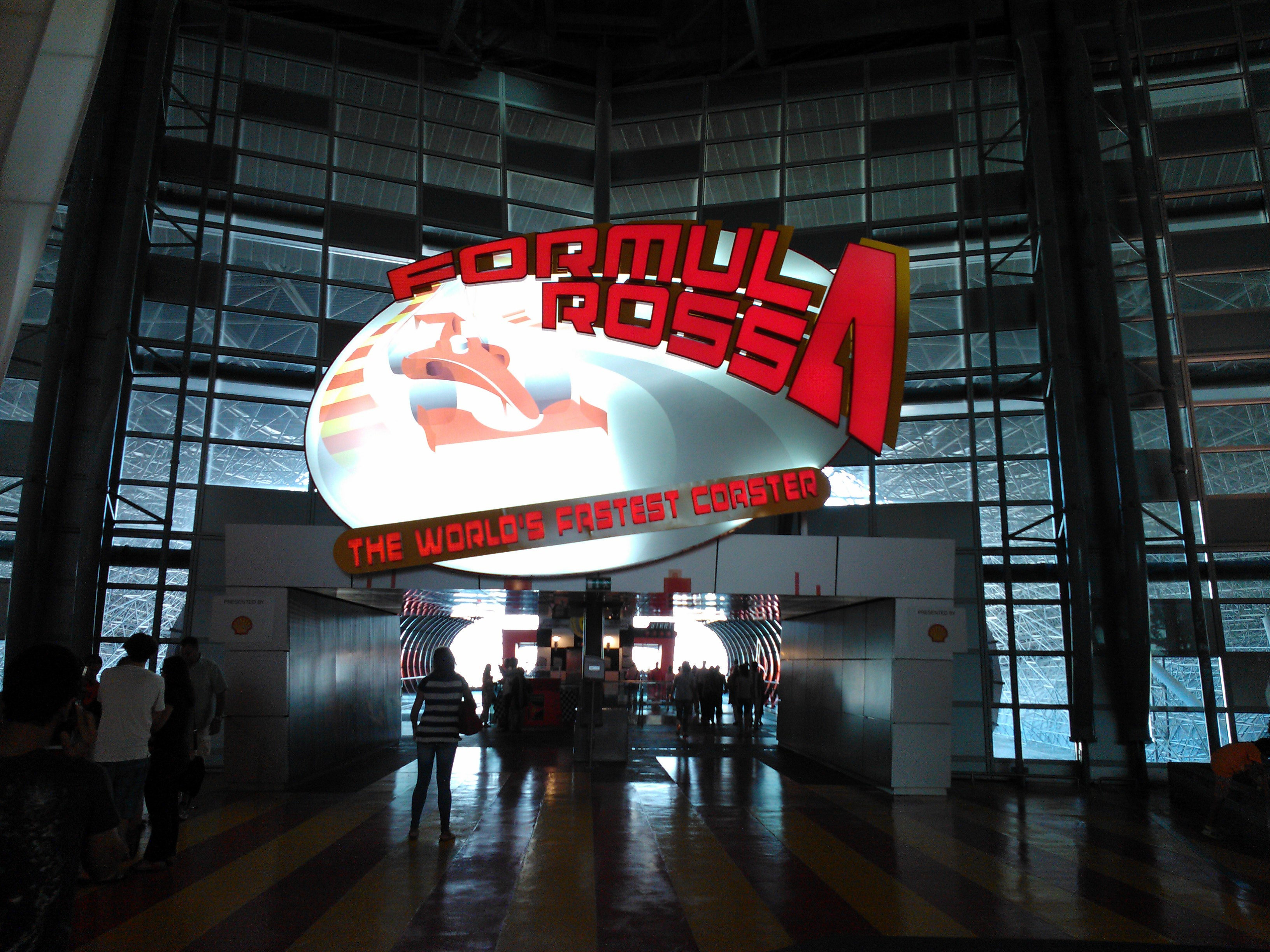
فورمولا روسا

يعتمد القطار الأفعواني فورمولا روسا علي الآلات الهيدروليكية ونظام ضغط السؤال ، لتكوين قوة دفع كبيرة يتم تجمعها وتخزنها، ثم إطلاقها بقوة كبيرة تجعل القطار ينطلق بسرعات مذهلة.